# 北関東連続幼女誘拐殺人事件
北関東連続幼女誘拐殺人事件（きたかんとうれんぞくようじょゆうかいさつじんじけん）とは1979年（昭和54年）以降、栃木県と群馬県で発生している誘拐および殺人事件。
冤罪事件となった足利事件も含まれている。

## 概要
1979年（昭和54年）以降、4件の女児誘拐殺人事件と関連が疑われる1件の女児連れ去り事件（失踪事件）が栃木県と群馬県の県境、半径20km以内で発生しており、これら5事件をまとめて「北関東連続幼女誘拐殺人事件」とされている。また、5つの事件はいずれも現在の群馬県太田市および栃木県足利市のどちらかで発生しているが、そのうち足利市内を流れる渡良瀬川周辺で遺体が発見された3事件は「足利連続幼女誘拐殺人事件」ともされている。
これら事件の特徴として、以下の点が共通点としてあげられている。
- 被害に遭ったのが4歳から8歳までの児童である
- 3事件においてパチンコ店が行方不明の現場になっている
- 3事件において河川敷で死体遺棄されている
- 4事件において金曜・土曜・日曜および祝日に事件が発生している

また、これら5事件全てが未解決事件となっており、犯人特定・逮捕には至っていなかったが、5件目を除いて時効が成立した。5件目は4件目までと異なり法改正の上､殺人事件扱いで時効が成立していないため､事実上失踪事件で現在も捜査可能である。

## 事件の報道と「足利事件」の冤罪確定へ
足利事件で無期懲役判決を受けた男性の支援者らが、男性の無実を訴えていたホームページにおいて、遅くとも2001年(平成13年）5月12日の時点で「群馬･栃木県境の未解決幼女殺害・失踪事件地図」という項がもうけられ、「群馬・栃木の県境で起きた他4件の誘拐殺人事件及び1996年（平成8年）に起きた太田市の女児連れ去り事件は連続事件なのではないか」という観点からの検証がなされていた。
その後、日本テレビの報道特別番組『ACTION』や『バンキシャ!』でも、記者の清水潔が「4件の誘拐殺人事件に加え、1996年（平成8年）に起きた太田市の女児連れ去り事件は連続事件なのではないか」とする観点から、2007年（平成19年）1月から報道を続けている。同番組では、足利事件の被疑者とされていた男性が1991年（平成3年）に逮捕されて身柄拘束中であるにもかかわらず、その5年後に類似事件である「太田市パチンコ店女児連れ去り事件」が発生したことから、「足利事件の解決」が不自然であるとし服役中の男性は冤罪の可能性があるとしてキャンペーン報道を展開。DNA型再鑑定の必要性を訴え続け、再鑑定が実施されたところ真犯人と男性のDNA型は一致せず釈放となった。2010年（平成22年）3月に再審により、男性の無罪が確定した。
2010年（平成22年）、足利事件の検証を行った最高検察庁は、足利事件を含む北関東で起きた事件が同一犯による連続事件の可能性を認めた。

## 該当事件

### 一連の誘拐殺人事件
- 1979年（昭和54年）の殺人事件
1979年（昭和54年）8月3日（金曜）、栃木県足利市の5歳女児が自宅近くの八雲神社境内で遊んでいるうちに行方不明となる事件が発生。6日後の8月9日、渡良瀬川近くでリュックサック詰めで全裸のまま遺棄されている女児の遺体が発見された。リュックサックは市内の業者の特殊仕様によるもので数十個しか売られていなかった。
- 1984年（昭和59年）の殺人事件
1984年（昭和59年）11月17日（土曜）、栃木県足利市の5歳女児がパチンコ店から行方不明となる事件が発生。1986年（昭和61年）3月8日に自宅から1.7km離れた場所で白骨死体として発見される。
- 1987年（昭和62年）の殺人事件（群馬小2女児殺害事件）
1987年（昭和62年）9月15日（火曜・祝日）、群馬県新田郡尾島町（現：太田市）に住む小学2年生の女児（8歳）が子猫を抱いて自宅近くの尾島公園へ遊びに出かけたまま行方不明に。翌年の11月27日、利根川河川敷で白骨死体の一部が発見された。なお、東京・埼玉連続幼女誘拐殺人事件の犯人の宮﨑勤は1989年（平成元年）3月11日、朝日新聞本社と宮崎が1988年（昭和63年）8月22日殺害した被害者の両親の自宅に「今田勇子」名義で告白文を送っているが、その告白文で群馬小2女児殺害事件について触れられている。このため、この事件に関して宮崎の関与が疑われたが立件はされず、2002年（平成14年）9月15日に公訴時効が成立。
- 1990年（平成2年）の殺人事件（足利事件）
1990年（平成2年）5月12日（土曜）、栃木県足利市の4歳女児がパチンコ店から行方不明となる事件が発生。5月13日に渡良瀬川河川敷で全裸のまま遺棄された女児の遺体が発見された。1991年（平成3年）12月2日、DNA型鑑定結果が犯人と同一人物だったことを理由に、同市内に住む当時保育園バス運転手だった男性が逮捕され、2000年（平成13年）7月17日に無期懲役の判決が確定する。しかし、当時のDNA型鑑定は精度が低いことが指摘され、2009年（平成21年）5月に再度DNA型鑑定を実施した際、「男性と真犯人は同一人物ではない」という結果が出たため、同年6月に刑の執行を停止し、釈放された。2010年（平成22年）3月26日、再審で男性の無罪が確定した。清水潔による報道の過程で、河川敷で被害者を連れて歩く真犯人の姿が目撃されている事実が判明している。

### 関連が疑われる失踪事件
- 1996年（平成8年）の失踪事件（太田市パチンコ店女児失踪事件）（群馬県警察による呼称は太田市高林東町地内パチンコ店における幼女略取誘拐容疑事件）
1996年（平成8年）7月7日（日曜）、群馬県太田市の4歳女児がパチンコ店から行方不明となる事件が発生。該当事件の中で本件のみ事件現場に防犯カメラが設置されていた。この事件は女児の行方が発見されていないため、失踪事件となっている[5]。
防犯カメラには男（この男は重要参考人となっている）が女児に"外に行こう"と誘うように話しかけている様子が映っている[6]。
ただしその後の行方に疑問点があり、2016年に群馬県警察がYouTubeに投稿した動画では防犯カメラ映像に映っていた女児と男が同時にパチンコ店から出たというナレーションによる説明がなされているが､同年に久田将義がニコニコ生放送とYouTubeのニコ生タックルズに配信した際に当時この事件をNHKの社会部で取材した石川清が出演して当時の取材を打ち明けたが、石川は女児は男より数分後に店を出ている様子が防犯カメラに映っていたことを話した[7]。群馬県警察は女児と男が店を出た様子が映った防犯カメラ映像は2021年現在公表していない。
一連の女児誘拐殺人事件でも2件はパチンコ店からの行方不明となっており、連れ去りの手口が類似していること、この事件の発生現場であるパチンコ店の防犯カメラ映像に映っていた男が、足利事件発生時に目撃された男と似ていることなどから関連性が疑われている。なお、当事件には被害者の発見または被疑者の検挙につながる情報に700万円の懸賞金（捜査特別報奨金300万円、地元の遊戯団体による謝礼金400万円）が用意されている[8]。

## その他の未成年に関する同様の未解決事件
上記の5事件以外にも、北関東（茨城県・栃木県・群馬県）では昭和50年代から平成にかけて少なくとも7件の未成年が関係する未解決事件が発生している。
- 1981年（昭和56年）の失踪事件
1981年（昭和56年）5月30日（月曜）、茨城県真壁郡真壁町（現・桜川市）の9歳の女児が小学校からの帰宅途中に行方不明になる。
- 1983年（昭和58年）の殺人事件
1983年（昭和58年）10月19日（水曜）、群馬県桐生市梅田町5丁目の桐生川浅瀬で小学6年生の女児（当時12歳）が他殺体で発見された[9]。犯行は18日か19日に行われたとみられており、1998年10月18日0時に公訴時効が成立した[10]。
- 1985年（昭和60年）の失踪事件
1985年（昭和60年）10月10日（木曜）、栃木県日光市で母親の実家に帰省中の栃木県真岡市の3歳女児が長男と長女と釣りで遊んでいる最中に行方不明となる事件が発生。川は深さ40cmほどで溺れる可能性は低く、仮に溺れたにしても人間が流れるほどの水の勢いもないため、容易に発見されると考えられている。事故・誘拐双方の線から捜索が行われたが、何の手がかりも発見できていない。この事件は女児の行方が発見されていないため、殺人事件ではなく失踪事件となっている。
- 1987年（昭和62年）の失踪事件
1987年（昭和62年）6月20日（土曜），15歳の女子生徒が通っていた茨城県立藤代紫水高等学校から部活帰りに行方不明になる。
- 1987年（昭和62年）の誘拐殺人事件（功明ちゃん誘拐殺人事件）
1987年（昭和62年）9月14日（月曜）に群馬県高崎市で発生。最初は身代金2000万円が要求され、その後に男児の叔父（父親の弟）である警察官が「金融機関が休み（敬老の日）なのでお金は用意できない」と対応した。その後の3回目の電話では、男児本人が電話に出て父親と通話した。この際、男児は「おまわりさんが一緒」という言葉を残している。その後の4回目の電話で、要求金額が1000万円に減額され、家族は同額を用意したが、16日に高崎市鼻高町少林山近くの寺沢川にかかる入の谷津橋下で遺体が発見される。
司法解剖の結果、死因は砂や水を飲み込んだことによる窒息死であり、顎は骨折しており、胃の中はからっぽで食事を与えられた形跡はなかった。
また、首を絞められた痕や薬物を飲まされた形跡はなかったが、腹には殴られた痕があった。
このことから、気絶させてから生きたまま橋の上から投げ落としたものと推定された。
死亡推定時刻は9月15日午前10時以前と見られ、すなわち4回目の脅迫電話は殺害してから電話をかけていたことになる。
捜査班は、電話の声から中年の男と推定、身代金の額の変更などが場当たり的であること、身代金受け渡し場所や方法を指定しなかったこと、翌日が祝日で金融機関が休みであることなどを考慮せず身代金を要求していることなどから、金銭目的ではなく男児の家に対する怨恨や、計画性が薄く社会性のない異常性格者による犯行として捜査にあたった。
また、男児が「おまわりさんと一緒」と言ったことから当日に非番だった警察官も対象に捜査を行った。
しかし、懸命な捜査にもかかわらず犯人の行方は掴めなかった。
かろうじて逆探知で特定できたのは群馬県高崎市北西部地域で、該当回線は1万本以上ということだけだった。
この事件は戦後唯一未解決となった身代金目的の誘拐殺人事件である。本件のみ被害者は男児。なお、この事件は上記の群馬小2女児殺害事件（ただしこちらは身代金を要求されてない）の前日に起こっている[11]。

- 1990年（平成2年）の失踪事件
1990年（平成2年）12月31日（月曜）に茨城県三和町の14歳の女子生徒が友人宅から帰宅途中に行方不明になる。
彼女は大晦日のこの日、学校でのクラブ活動を終えていったん帰宅。その後友人と買い物に行くために再び外出している。この時（自宅から出るとき）に、祖母から「大晦日だから早く帰ってくるんだよ」と声をかけられ、「はい」と返事をしたという。その後、行方不明の女子生徒は友人と一緒に近所のスーパーマーケットで買い物をし、自宅から北へ2キロほど離れたガラス工場近くの交差点でこの友人と別れたのを最後に行方不明になった。
最後に会っていた友人の家から女子生徒の自宅へ向かう途中の川沿いの道に、女子生徒の自転車が置かれているのが発見されている。自転車は、自宅方向ではなく友人宅の方向に向かって置かれており、前カゴには女子生徒の所持していたカバンがそのまま入れられていた。
自転車が発見された場所は、周囲を畑などに囲まれており街灯なども少なく、夜になると真っ暗になる。女子生徒はこの付近で何らかのトラブルに遭い行方不明になった可能性が高いと見ている。
その後、家族によって行方不明者届が出され、警察は公開捜査に踏み切った。女子生徒は失踪当時おかっぱ頭で、身長は160センチ、服装は茶色のコートにスカート姿。所持金は持っていなかったという。この状況から家出の可能性は低く、何者かによる誘拐など、何らかの事件に巻き込まれた可能性が高いと見られている。
失踪から4日後の1991年1月3日、女子生徒の友人宅に女子生徒を名乗る女性から電話があり「家出した」と話したという。この友人宅への電話があった直後に、自宅にも女子生徒を名乗る人物からの電話があった。この時には「新宿に居る。人が大勢いて帰れない」などと話した後電話は切れ、それ以降1度も女子生徒らしき人物からの連絡はないという。
北朝鮮による拉致説、集団による組織犯罪説など諸説挙げられているが、現在も行方不明のままである。
- 2002年（平成14年）の失踪事件
2002年（平成14年）5月19日（日曜）に茨城県取手市で9歳のフィリピン国籍の女児が自宅近くの公園で友人といるのを目撃されたのを最後に行方不明になる[12]。なお、この事件は15年後の2017年（平成29年）3月24日（金曜）にベトナム国籍の女児が殺害された千葉小3女児殺害事件（当該事件では保護者会会長の男が逮捕された）でベトナム国籍女児の遺体発見場所は千葉県我孫子市であるがフィリピン国籍女児の自宅、最後の目撃場所から利根川を挟んだ数kmしか離れていなかったために関連性が注目された。ベトナム国籍女児の自宅は千葉県松戸市、ランドセルなどの遺留品は茨城県坂東市の利根川河川敷で発見された[13]。

## 解決済の事件
- 2005年（平成17年）の殺人事件（栃木小1女児殺害事件）
2005年（平成17年）12月1日、栃木県今市市（現・日光市）の小学1年生の女児（7歳）が下校途中に行方不明となる事件が発生。翌12月2日、自宅から60kmも離れた茨城県常陸大宮市の山林で遺体が発見された。物証に乏しく捜査は難航し、事件から8年半が経過した2014年（平成26年）6月3日、先に別件の商標法違反で逮捕されていた被疑者が当事件への関与をにおわせる供述をしたとして検挙された。被疑者の年齢的に過去に起きている多数の未解決事件と本事件との関連はないと思われる。被疑者は無実を主張したが、2020年3月4日、最高裁にて被疑者の無期懲役が確定した。ただし、犯行を裏付ける直接的な証拠は提示されておらず、冤罪説も根強い。

## その他
功明ちゃん誘拐殺人事件が発生した1987年、当時日本ツアーを行っていたマイケル・ジャクソンは英字新聞で事件のことを知り、同年9月21日に西宮球場でのコンサートの内容を急遽変更して男児への哀悼メッセージを述べ、「キャント・ストップ・ラヴィング・ユー」を男児に捧げて歌った。また、男児の遺族に花を贈り、更に2万ドルを寄付した。さらに、「I Love Yoshiaki -よしあき君あいしてます-」と書いたジャケットを作成、公演中ずっと着用していた。